# 小林啓孝
小林 啓孝（こばやし よしたか、1947年 - ）は、日本の会計学者。慶應義塾大学名誉教授、早稲田大学名誉教授。岡本清門下。日本原価計算研究学会常任理事・日本管理会計学会副会長等を歴任。
埼玉県出身。公認会計士第二次試験委員、第三次試験委員、日経・経済図書文化賞推薦委員、学位授与機構学位審査会専門委員、大学評価・学位授与機構大学評価委員、日本学術振興会科学研究費委員会専門委員、防衛省防衛調達審議会会長代理、防衛装備庁経費率研究会会長などを歴任。義塾賞、日本原価計算研究学会学会賞、日本管理会計学会功績賞、会計大学院協会教育貢献者賞受賞。

## 経歴
（この節出典:）
- 1947年 埼玉県出身[1]
- 1966年 城北高等学校卒業[1]。
- 1970年 立教大学経済学部経済学科卒業[1]。
- 1972年 一橋大学大学院商学研究科修士課程修了[1]。
- 1973年 明治学院大学経済学部助手[1]。
- 1975年 一橋大学大学院商学研究科博士課程単位修得（岡本清博士に師事）[4]。
- 1975年 明治学院大学経済学部専任講師[1]。
- 1978年 明治学院大学経済学部助教授[1]。
- 1982年 ワシントン大学客員研究員[1]。
- 1985年 明治学院大学経済学部教授[1]。
- 1987年 慶應義塾大学商学部助教授[1]。
- 1990年 慶應義塾大学商学部教授[1]。
- 1991年 慶應義塾大学より商学博士の学位を取得[1]。
- 1991年 全国経理学校協会簿記能力検定試験上級試験委員[1]。
- 1993年 日本原価計算研究学会学会賞受賞[1]。
- 1994年 公認会計士試験委員[1]。
- 1997年 日本原価計算研究学会常任理事[1]。
- 2002年 日本管理会計学会副会長[1]。
- 2004年 金融庁公認会計士・監査審査会新公認会計士試験実施検討小委委員会委員[1]。
- 2005年 金融庁公認会計士・監査審査会新公認会計士試験委員選任小委委員会委員[1]。
- 2005年 慶應義塾大学名誉教授[1]。
- 2005年 早稲田大学商学学術院教授[5]。
- 2006年 早稲田大学大学院会計研究科研究科長（2010年まで）[1]。
- 2013年 会計大学院協会教育貢献者賞受賞[5]。
- 2015年 日本管理会計学会功績賞受賞[5]。
- 2018年 早稲田大学名誉教授[1]。

## 著書
- 『企業行動と管理会計』（中央経済社 1989年）
- 『管理会計論ガイダンス』（田中隆雄との共著 中央経済社 1993年）
- 『原価企画戦略』（田中隆雄との共著 中央経済社 1995年）
- 『変革期の小売業の利益戦略』（中央経済社 1996年）
- 『マルチメディア管理会計』（山根節との共著 中央経済社 1996年）
- 『現代原価計算講義』（中央経済社 1997年）
- 『公認会計士第2次試験 短答式原価計算演習』（中央経済社 1997年）
- 『事業再編のための企業評価』（中央経済社 2001年）、
- 『ネオ・バランスト・スコアカード経営』（共編著 中央経済社 2001年）
- 『デリバティブとリアル・オプション』（中央経済社 2003年）
- 『リスク・リターンの経営手法』（共編著 中央経済社 2006年）
- 『演習管理会計論』(清水孝との共著)、中央経済社 2008年
- 『エキサイティング管理会計』（中央経済社 2008年）
- 『スタンダード管理会計』（伊藤嘉博・清水孝・長谷川惠一との共著）東洋経済新報社、2009年